# Pareumenes pullatus
Pareumenes pullatus är en stekelart som först beskrevs av Smith 1863.  Pareumenes pullatus ingår i släktet Pareumenes och familjen Eumenidae. Inga underarter finns listade i Catalogue of Life.